# إتربي

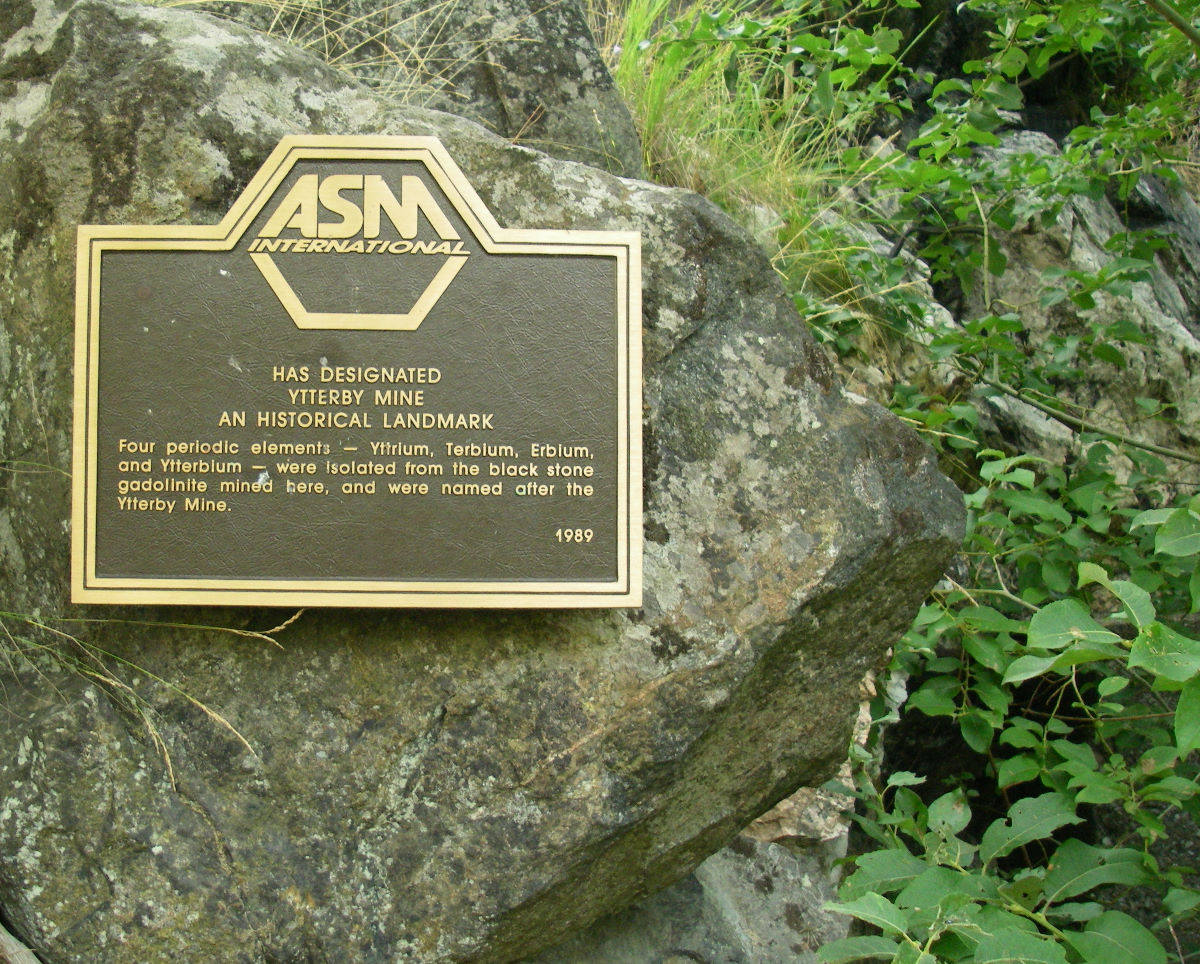
لوحة تعريف على باب منجم إتربي للإشارة إلى العناصر الكيميائية المكتشفة في هذا الموقع.

إتربي (باللغة السويدية Ytterby) كانت قرية على جزيرة ريسارو (Resarö) في بلدية فاكسهولم في أرخبيل ستوكهولم في السويد. يوحي الاسم في اللغة السويدية إلى معنى القرية النائية، ولكنها حالياً تقع ضمن الإطار الحضري في ضواحي العاصمة السويدية ستوكهولم.
ذاع صيت هذه المنطقة الجغرافية في أواخر القرن الثامن عشر، لاحتوائها على منجم اكتشف فيه عدد من العناصر الكيميائية مثل الإتريوم (Y) والتربيوم (Tb) والإربيوم (Er) والإتيربيوم، والتي تنسب التسمية في جميعها إلى موقع إتربي.